# マイスカイ交通
マイスカイ交通株式会社（マイスカイこうつう）は、埼玉県三郷市に本社を置くバス事業者である。三郷市を中心に路線バスを運行し、路線の一部は東京都内へも乗り入れる。また貸切バス（観光バス・送迎バス）事業も行う。同社では「三郷市唯一の路線バス」「地域に密着した公共輸送」を謳っている。
埼玉県バス協会会員。

## 概要

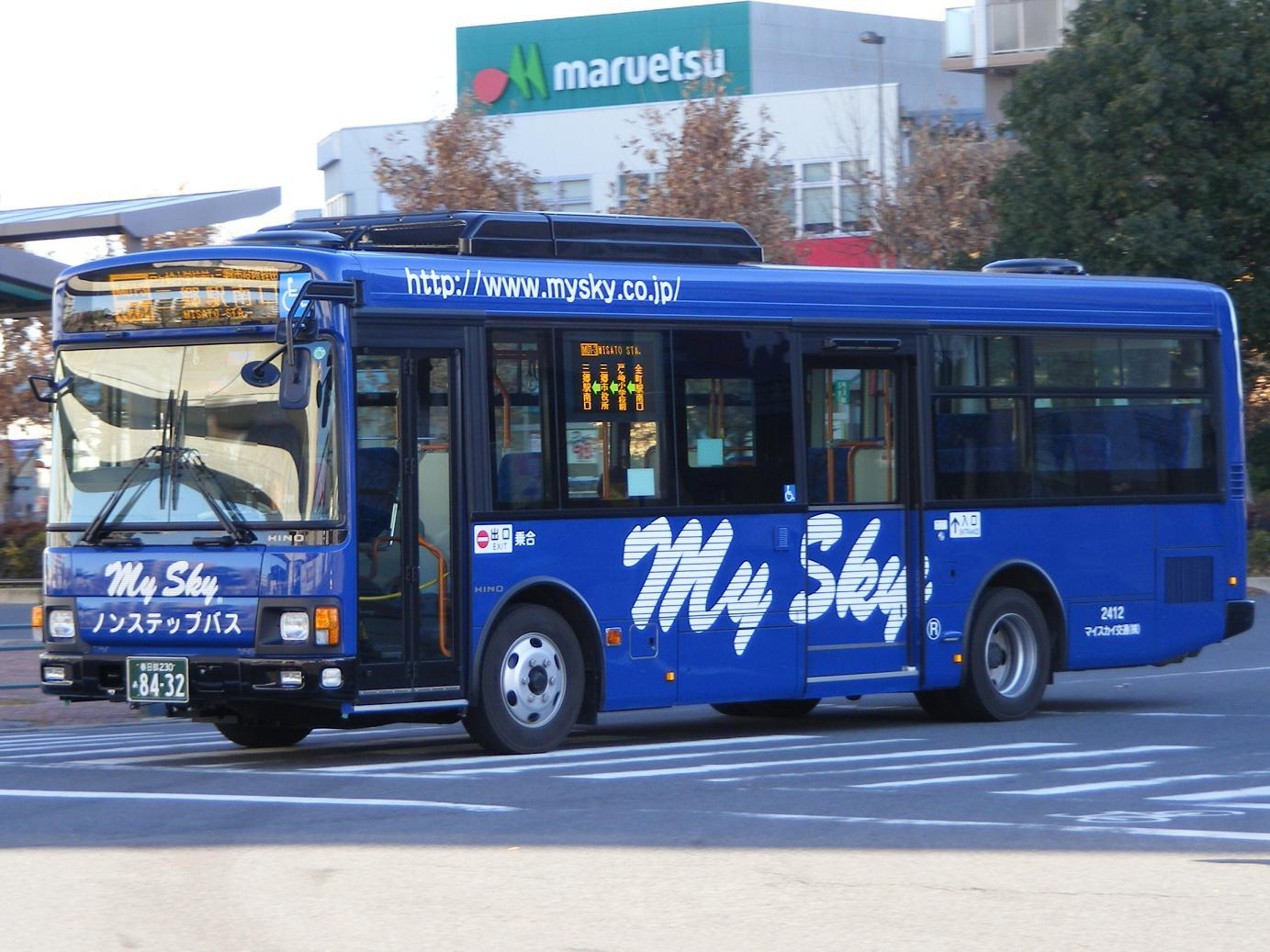
ノンステップバス（9m中型車）
日野・レインボーII

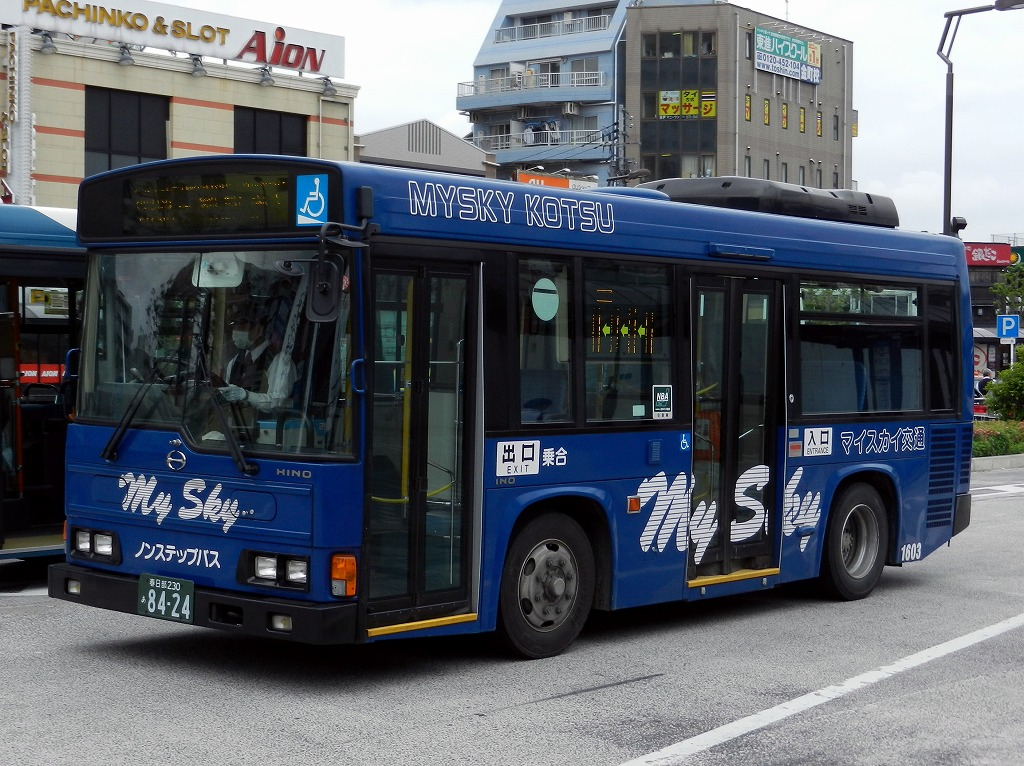
ノンステップバス（7m小型車）
日野・レインボーHR

三郷市に本社を置く運送会社の白石運輸株式会社が設立したバス会社である。三郷市内の交通空白地域解消のため、三郷市のバス路線再編計画（三郷・地域コミュニティバス）の参加企業に名乗り出たことを契機に、2002年（平成14年）5月に乗合バス事業者として設立された。したがって同社のバス路線はコミュニティバスとしての性格が強い。
社名の由来は、運行エリアである三郷市（Misato City）・八潮市（Yashio）・草加市（Soka）・越谷市（Koshigaya）・吉川市（Yoshikawa）のそれぞれのローマ字の頭文字を組み合わせ「MY SKY」として英語読みし「私の空」を意味する「マイスカイ」としたものである。
関連会社に、旅行業者である株式会社マイスカイ トラベルエージェンシーがある。
2004年より草加市、2005年より八潮市でも運行を開始した。2011年1月時点では三郷市を中心に運行していた。
2021年11月現在、PASMO・Suicaなどの交通系ICカードは導入されていない。

## 事業所
- 本社：〒341-0018　埼玉県三郷市早稲田8-31-20（最寄り停留所：「早稲田8丁目西」）
- 吉川営業所：〒342-0027　埼玉県吉川市三輪野江2018-1（最寄り停留所：「マイスカイ車庫」）

## 三郷市の路線バス網
三郷市ではコミュニティバスを運行しておらず、行政が主導して立案した『三郷市地域公共交通網形成計画』により市内の路線バス網を整備し、市内の民間バス事業者6社により路線バスが運行されている。2005年のつくばエクスプレス開業などをふまえて「三郷方式」といえる独自の方式によりバス路線の再編が行われた。
バス事業の規制緩和による貸切バス事業者の参入や新規事業者の設立により、既存事業者に加えて規制緩和後に参入した新規事業者も含め、各社で分担して計画的に市内の路線網が形成された結果、市内ほぼ全域に路線バスが運行されるに至った。
- 既存事業者：東武バスセントラル（三郷営業所・吉川営業所）、京成バス、京成タウンバス[8]
- 新規事業者：マイスカイ交通、メートー観光、埼玉観光[8]

かつては同時期に乗合バス事業に参入したグローバル交通もこの中に含まれていたが、グローバル交通が三郷線から撤退したことにより枠組みから外れ、代わって乗合バス事業に参入した埼玉観光株式会社（2016年6月1日設立、本社：越谷市）が含まれることとなった。

## 現行路線

### 三郷線
- M-01-3：三郷駅南口 - 三郷中央駅 - 戸ヶ崎小学校前 - みさと公園前 - 金町駅（三郷市役所非経由）
- M-01-4：三郷駅南口 - 三郷市役所 - 三郷中央駅 - 戸ヶ崎小学校前 - みさと公園前 - 金町駅
- M-10（LED方向幕は「M-01」表示となっていることがある[10]）：三郷中央駅 - 戸ヶ崎小学校前 - みさと公園前 - 金町駅
  - [M-01-3]、[M-01-4]、[M-10]は、京成タウンバス金02系統（金町三郷線）と共同運行している。
  - 詳細は、京成タウンバス金町三郷線の項を参照のこと。

### ピアラシティ循環
- M-05：三郷駅南口 - 南蓮沼 - ピアラシティ左循環 - 南蓮沼 - 三郷駅南口
- M-05-1：三郷駅南口 - 南蓮沼 - ピアラシティ右循環 - 南蓮沼 - 三郷駅南口
  - 2005年5月18日：新規開業。開業当初は、[M-09]系統として、三郷駅南口 - 南蓮沼 - ピアラシティ間で運行開始。
  - 2006年3月24日〜2006年11月30日：国土交通省と三郷市では、地域限定バスICカードに関する実証実験開始。
  - 2006年12月2日：ピアラシティ地区において経路変更（循環路線に変更）し、ピアラシティ地区を左回りする左循環と、右回りする右循環の2系統運行により、ダイヤ改正実施。
  - 2007年7月1日：ダイヤ改正。全日共通ダイヤから平日（月〜金）と土日祝ダイヤに変更。
  - 2007年10月6日：ピアラシティ右循環のみ時刻改正で減便。
  - 2009年3月20日：後谷 - ピアラシティ右循環 - 後谷線が新規開業により（土休日のみ運行開始）ダイヤ改正。

### 新三郷駅西口～三郷市役所～三郷中央駅線
- M-08：新三郷駅西口 - 三郷団地 - パークフィールドみさと - 三郷北高校西 - 三郷市役所 - 三郷中央駅
  - 2021年9月27日：諸事情により[要説明]平日の一部便が運休、土日の運行がなくなる。

### 新三郷駅東口～ピアラシティ～三郷中央駅線
- M-20：ピアラシティ -（直行）- 三郷中央駅
- M-20-1：新三郷駅東口 - ピアラシティ - 三郷中央駅
- M-20-2：ピアラシティ←南部地区3街区←南部地区2街区←三郷中央駅
  - 2012年7月2日より平日のみ運行開始。

### 旧早稲田線
- M-02：三郷中央駅 - 三郷市役所 - 三郷駅北口 - しらさぎ公園前 - 後谷 - 新三郷駅東口 ※日曜日のみ運行
- M-02-1：三郷駅北口 → しらさぎ公園前 → 後谷 → 新三郷駅東口 ※日曜日のみ運行
- M-60：三郷中央駅 → 三郷市役所 → 三郷駅北口 → しらさぎ公園前 → マイスカイ車庫 ※平日のみ運行
- M-61：三郷駅北口 - しらさぎ公園前 - 後谷 ※平日のみ運行

### 新早稲田線
- M-31：三郷駅北口 - 丹後小学校入口 - 丹後橋 - 新三郷駅東口
  - 2009年9月19日より運行開始)((最終16時台)
  - 2025年4月10日時点では、平日のみ運行している。

### 南部地区循環
- M-03：三郷駅南口 - 三郷市役所 - 南部地区循環 - 三郷市役所 - 三郷駅南口
  - 2012年12月16日より運行開始）

## 廃止路線
- [M-01]：三郷駅南口 - 三郷市役所 - 三郷中央駅 - 栄なかみち通り - 戸ヶ崎小学校前 - みさと公園前 - 金町駅（LED方向幕は「M-10」表示している場合がある）
- [M-01-1]：三郷駅南口 - 三郷中央駅 - 栄なかみち通り - 戸ヶ崎小学校前 - みさと公園前 - 金町駅（三郷市役所及び総合体育館は通過）
  - 2012年4月1日：栄なかみち通り経由便（酒井大橋、栄なかみち通り、酒井公民館バス停）のみ系統廃止（298号線経由は、2012年4月1日以降も運行中）。
- [M-02]：新三郷駅 - 新三郷東循環（2002年10月26日開業、2005年8月24日廃止）
- [M-04]：松原団地駅西口 - 草加市立病院 - 新田駅西口 - 勤労福祉会館（2004年7月20日開業、2006年10月16日より運行中止）
  - 草加市立病院移転開院に伴い路線新設路線として開業。
- [M-06]：三郷中央駅 - 横堀橋通り - 天王橋通り - みさと健和病院 - 鷹野文化センター（循環）
  - 2005年8月24日：新規開業。（平日19本、休日18本。内鷹野文化センター経由は平日・休日共に8本）
  - 2005年11月24日：ダイヤ改正、平日10本の運行に変更。
  - 2006年11月16日：この日より運行中止し、そのまま廃止（廃止理由は、運賃収入不足による路線維持ができないため）。
- [M-07]：八潮駅北口 - 文化スポーツセンター - 八潮市役所 - ピアラシティ（土休日のみ。2006年10月16日より運行中止）
  - 2006年2月11日：運行開始（運行は土曜・日曜・祝日のみの運行で1日14本の運行）。
  - 2006年11月12日：この日をもって運行中止し、そのまま廃止（廃止理由は、運賃収入不足による路線維持ができないため）。
- [M-07]：後谷 - しらさぎ公園前 - 三郷駅南口 - ピアラシティ右循環 - 三郷駅北口 - しらさぎ公園前 - 後谷
- [M-10]：新三郷駅東口 - 十街区 - ピアラシティ循環

## 車両
創業年の2002年9月に小型路線バスを合計6台導入。うち4台は日野・レインボーHR（7m車）、2台は三菱ふそう・エアロミディME（当時は三菱自動車工業製）であった。レインボーHRは三郷駅 - 金町駅間で、エアロミディMEは新三郷駅 - 新三郷東循環で使用していた。開業当初の導入車両6台は、途中でLED式方向幕に変更された。その後の増備車両は日野自動車製のみで統一されている。
同社ではバリアフリーに力を入れており、当初から路線車は全車が車椅子用スロープ板を装備したノンステップバスである。路線車の塗装は青一色に白文字でロゴなどが書かれている。
2008年3月頃から、マイスカイ交通初のラッピングバス（S-015号車）が登場したが、2011年6月末時点では、S-015号車のラッピングは解除されていた。
貸切車は、中型観光バスの日野・メルファ（9m車）、マイクロバスの日野・リエッセIIが在籍する。貸切車の塗装は路線車とは異なる。路線車は2021年7月現在、日野・レインボーの小型車（7m車）、中型車（9m車）が在籍する。
路線バス・貸切バスの車両納入時期は、車両の後方側面に4ケタの数字（例　1409…平成14年9月納入）として記されているため、それにより判別できる。
路線車（レインボーHR）をイメージしたオリジナルチョロQも限定発売された。箱には「新三郷駅東循環バス　三郷駅〜金町駅間コミュニティーバス」と書かれている。

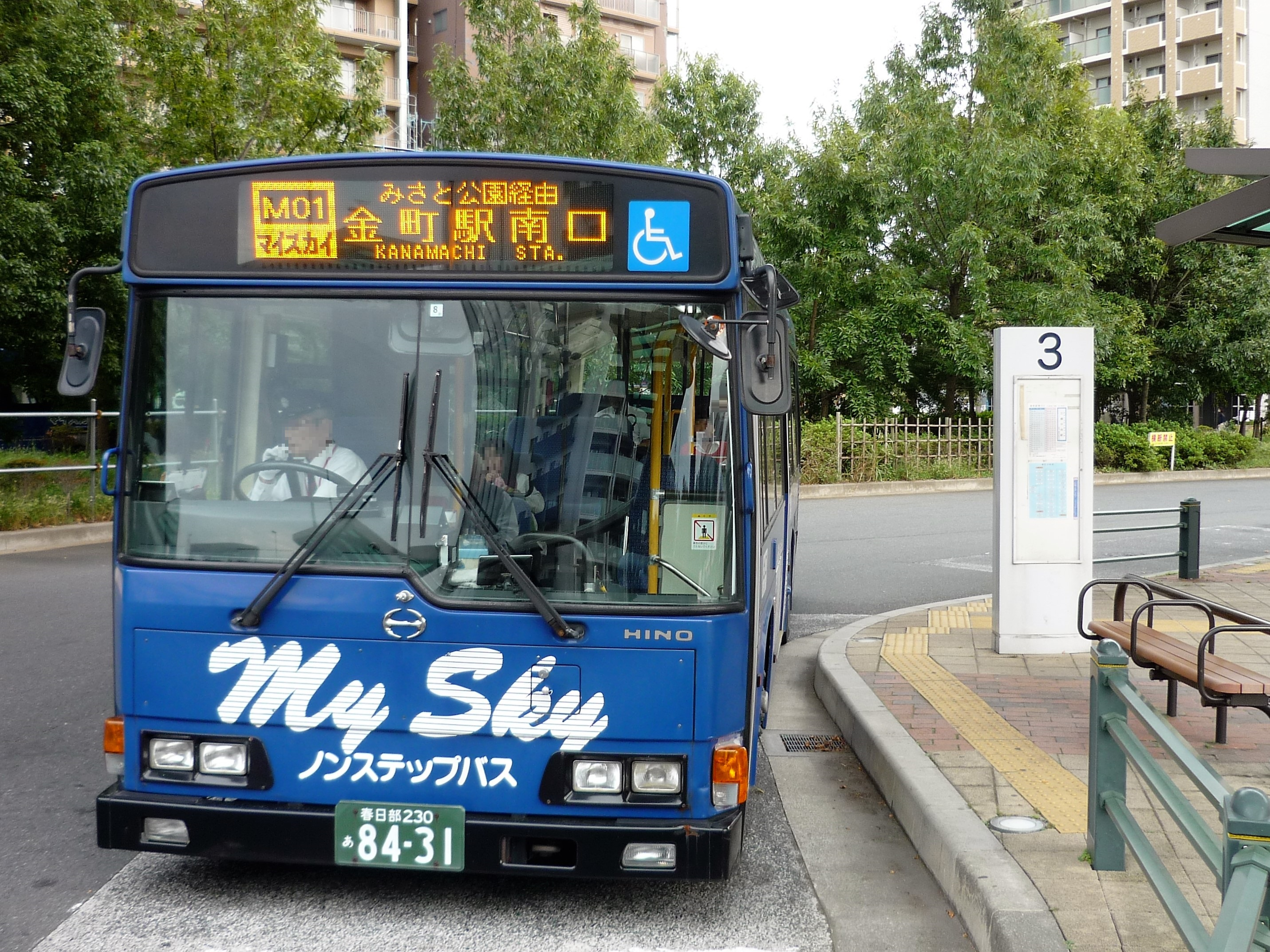
日野・レインボーHR
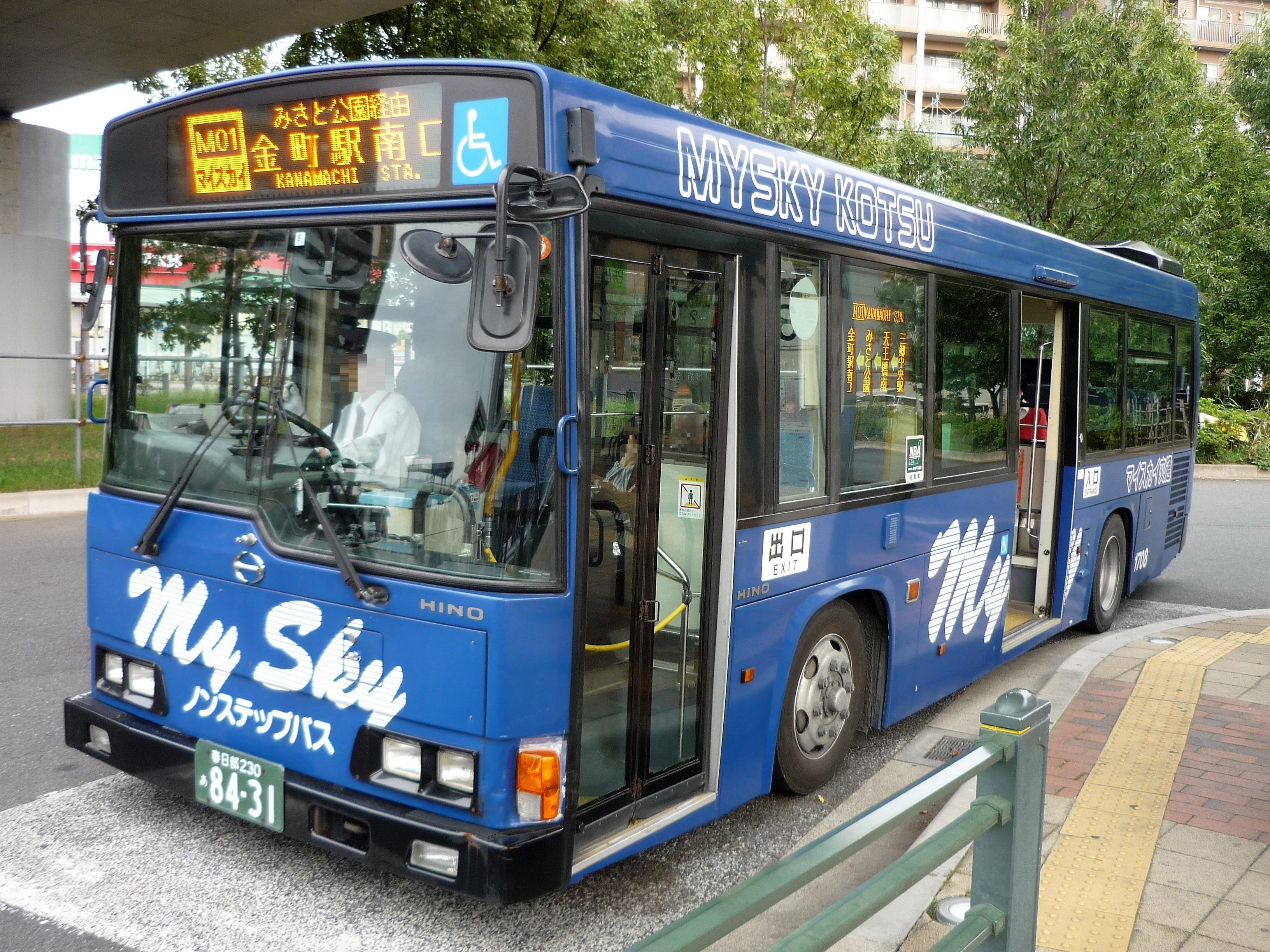
日野・レインボーHR
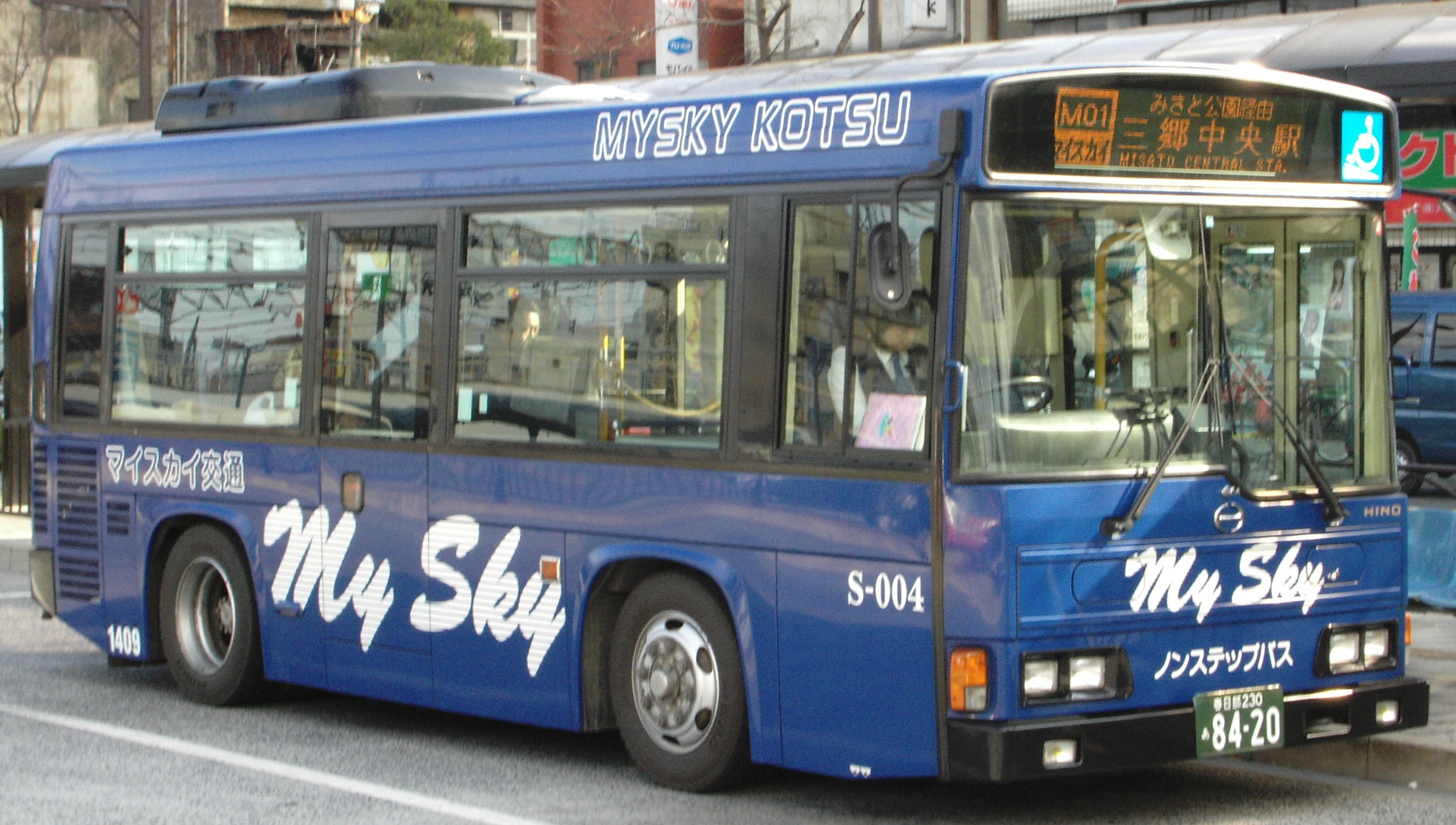
日野・レインボーHR 車両後方の社番で納入年月がわかる。